# Přehořov
Přehořov (německy Prehorschow) je obec v okrese Tábor v Jihočeském kraji. Leží 3,5 kilometru jihovýchodně od Soběslavi. Žije v ní 345 obyvatel. Přehořovem protéká Dírenský potok.

## Název
Název vesnice je odvozen ze jména Přehoř ve významu Přehořův dvůr. V historických pramenech se název objevuje ve tvarech: de Prziehorzow (1372), de Prziehorziewa (1383), Přehořovský a na Přehořově (1615) a Pržehorzow (1654).

## Historie
První písemná zmínka o vesnici pochází z roku 1372.

## Obyvatelstvo
| Rok            | 1869 | 1880 | 1890 | 1900 | 1910 | 1921 | 1930 | 1950 | 1961 | 1970 | 1980 | 1991 | 2001 | 2011 | 2021 |
| -------------- | ---- | ---- | ---- | ---- | ---- | ---- | ---- | ---- | ---- | ---- | ---- | ---- | ---- | ---- | ---- |
| Počet obyvatel | 755  | 775  | 695  | 703  | 655  | 637  | 617  | 459  | 443  | 418  | 353  | 287  | 313  | 306  | 319  |
| Počet domů     | 108  | 110  | 114  | 114  | 115  | 113  | 117  | 121  | 110  | 106  | 99   | 133  | 135  | 143  | 150  |

## Obecní správa

### Části obce
- Hrušova Lhota
- Kvasejovice
- Přehořov

Od 1. dubna 1976 do 23. listopadu 1990 k obci patřila i Mezná.

### Obecní symboly
Znak a vlajka byly obci uděleny rozhodnutím předsedy Poslanecké sněmovny Parlamentu České republiky dne 19. ledna 2007.

## Pamětihodnosti
- Kostel svaté Anny
- Pamětní deska na rodném domě JUDr. Karla Kadlece
- Rozpadající se hospodářské budovy bývalého zámku (zbořeno v roce 2014)
- Budovy bývalého Přehořovského pivovaru (zbořeno v roce 2014)
- Židovský hřbitov nacházející se v lese zhruba kilometr jihovýchodně od vesnice

## Osobnosti
- Karel Kadlec, pseudonym Bohdan Přehořovský (1865–1928), český právník, historik, slavista a překladatel, profesor slovanského práva na právnické fakultě Univerzity Karlovy v Praze